# Mwatate
Mwatate – miasto w południowej Kenii, stolica hrabstwa Taita-Taveta. Liczy 9,6 tys. mieszkańców. W pobliżu miasta znajduje się największa plantacja sizalu na świecie, zajmująca 130 km².
Mwatate leży około 25 kilometrów na południowy zachód od Voi, największego miasta w hrabstwie.